# Ходоровский, Григорий Константинович
Григорий Константинович Ходоровский (наст. Мороз-Ходоровский; 20 ноября (2 декабря) 1853 — 1 июля 1927) — украинский советский пианист, композитор и педагог.

## Биография
Родился в 1853 году на хуторе Кохновка, ныне в составе села Свечковка (Черкасская область).
В 1865—1869 годах учился в Лейпцигской консерватории (класс фортепиано И. Мошелеса и К. Райнеке, класс теории Гауптмана и Рихтера). В 1870—1872 годах учился в Петербургской консерватории (класс фортепиано Т. Лешетицкого; получил Большую серебряную медаль). Далее один сезон был хормейстером в Веймаре под наблюдением Ференца Листа.
В 1875—1894 годах вёл класс фортепиано в Киевском музыкальном училище Русского музыкального общества. С 1913 года — профессор Киевской консерватории. После революции жил и работал в Севастополе, где организовал народную консерваторию. Умер там же 1 июля 1927 года.
Автор ряда произведений для фортепиано («Украинская рапсодия»), романсов, обработок украинских народных песен под псевдонимом Константинов. Выступал как хоровой и симфонический дирижёр. Учащимися Ходоровского были в частности Степан Аббакумов, Климент Квитка, Лев Ревуцкий, Лео Сирота.